# Quirino Armellini
Quirino Armellini (Legnaro, 31 gennaio 1889 – Roma, 13 gennaio 1975) è stato un generale italiano, già distintosi nel corso della prima guerra mondiale nelle file del corpo di spedizione italiano in Macedonia.
Dopo lo scoppio della guerra d'Etiopia fu chiamato dal Maresciallo d'Italia Pietro Badoglio e ricoprire l'incarico di Capo dell'ufficio operazioni del Comando superiore in Africa orientale. Promosso generale di brigata per meriti di guerra rimase in Africa Orientale Italiana fino al 1938. Dopo l’entrata in guerra dell’Italia, avvenuta il 10 giugno 1940, Badoglio lo volle nuovamente al suo fianco come generale addetto presso il Comando Supremo, ma in forza dell'infausto esito delle prime operazioni belliche contro la Grecia, Badoglio fu sostituito da Cavallero nella carica di Capo di stato maggiore generale (6 dicembre 1940), e il generale Alfredo Guzzoni, il quale reggeva ad interim il comando per l'assenza di Cavallero, che aveva di fatto rimpiazzato Ubaldo Soddu in Albania, ed era impegnato sullo scacchiere greco, lo rimosse  dall'incarico rimpiazzandolo con Giovanni Magli.
Comandò in successione la 80ª Divisione fanteria "La Spezia", il XVIII e il IX Corpo d'armata, e dopo la caduta del regime fascista la Milizia Volontaria Sicurezza Nazionale. Dopo la firma dell'armistizio dell'8 settembre 1943 Badoglio lo indicò per assumere il comando di Roma "città aperta" sotto l'occupazione nazifascista, che però venne assunto  dal generale Carlo Calvi di Bergolo, ma il 25 gennaio 1944, dopo l'arresto di Giuseppe Cordero Lanza di Montezemolo, e fino al marzo successivo fu a capo del Fronte Militare Clandestino della Resistenza romana. Sostituito dal generale Roberto Bencivenga, dopo la fine della guerra, resse i comandi militari territoriali di Udine (V) e poi Palermo (XI), nominato poi presidente del Consiglio Supremo delle Forze armate italiane.
Fu autore di alcuni libri a carattere storico-militare.

## Biografia
Nacque a Legnaro, provincia di Padova, il 31 gennaio 1889, figlio del coltivatore diretto Antonio e di Maria Basso. Arruolatosi nel Regio Esercito frequentò la Regia Accademia Militare di Fanteria e Cavalleria di Modena da cui uscì con il grado di sottotenente nominato con Regio Decreto 30 gennaio 1908.. Partecipò alla guerra italo-turca e, poi alle operazioni di controguerriglia dove, nel marzo 1915, si distinse in forza al II Battaglione "Benadir", venendo decorato con una Medaglia di bronzo al valor militare.
Combatte poi nel corso della prima guerra mondiale, distinguendosi come maggiore addetto allo Stato maggiore della 35ª Divisione, operante sul fronte macedone nel corso del 1918, venendo decorato con una Medaglia d’argento al valor militare. Promosso tenente colonnello, fu comandante del I Battaglione eritreo durante le operazioni di riconquista della Libia, venendo decorato con una seconda Medaglia di bronzo al valor militare per le operazioni nel Gebel cirenaico, avvenute tra il 1926 e il 1927.
Nel corso degli anni successivi comandò reparti stanziati sia in Italia, come l'89º Reggimento fanteria, che nelle colonie dell'Africa orientale. Dopo aver ricoperto l’incarico di comandante delle truppe stanziate in Somalia, a partire dal 28 novembre 1935 assunse l'incarico di Capo dell'ufficio operazioni del Comando superiore in Africa orientale, di fatto diventando uno dei più stretti collaboratori del Maresciallo d'Italia Pietro Badoglio nel corso della guerra d'Etiopia.
Promosso generale di brigata per meriti di guerra il 5 maggio 1936, fino al 1938 ricoprì l'incarico di comandante militare del settore dell'Amara. Nel 1937 diede alle stampe per i tipi della Mondadori un libro sulla condotta delle operazioni in Etiopia contro l’esercito imperiale, e poi contro la guerriglia, intitolato Con Badoglio in Etiopia, contenente tra l'altro una corposa prefazione dello stesso generale piemontese. Rientrato in Italia assunse il comando della fanteria della 32ª Divisione fanteria "Marche", e nel 1939 della Brigata "Piave". Dopo l’entrata in guerra dell’Italia, avvenuta il 10 giugno 1940, Badoglio lo volle nuovamente al suo fianco come generale addetto presso lo Stato Maggiore Generale (poi divenuto Comando Supremo) da lui diretto.
Nel periodo immediatamente successivo alla sostituzione di Badoglio dalla carica di Capo di stato maggiore generale con Ugo Cavallero, avvenuta il 6 dicembre 1940, dovuta all'insuccesso iniziale della campagna italiana di Grecia, il generale Alfredo Guzzoni, al quale era affidato l'interim del comando stante l'assenza di Cavallero, che aveva di fatto rimpiazzato Ubaldo Soddu ed era impegnato sullo scacchiere greco, lo rimosse  dall'incarico rimpiazzandolo con Giovanni Magli, già comandante della 131ª Divisione corazzata "Centauro". Assunto l’incarico di comandante della 80ª Divisione fanteria "La Spezia", passò successivamente al comando del XVIII Corpo d'armata, di stanza in Dalmazia e Croazia, sostituendo il generale Gabriele Nasci.
Nella primavera del 1942 andò in aperto urto con il governatore della Dalmazia Giuseppe Bastianini, a causa del ridimensionamento delle forze armate italiane presenti nell’area, venendo sostituito, per decisione di Mussolini il 25 luglio con il generale Umberto Spigo (tale soluzione era stata suggerita a Mussolini dal Capo di stato maggiore dell’esercito, Mario Roatta, che aveva provato, inutilmente a ricomporre il dissidio sorto tra Armellini e Bastianini). Il 1º dello stesso mese era stato elevato al rango di generale di divisione. Divenne poi comandante del IX Corpo d'armata di Bari, mantenendo l’incarico fino al luglio 1943. Dopo la caduta del Fascismo, avvenuta il 25 dello stesso mese, a la destituzione di Mussolini da Capo del governo, rimpiazzato da Badoglio, quest’ultimo lo nominò comandante della Milizia Volontaria per la Sicurezza Nazionale che lui provvide a sciogliere, integrando gli uomini nell'esercito.
Dopo l'annuncio dell'armistizio, sembrò esser stato incaricato, sulla base delle indicazioni espresse da Badoglio, a dirigere il comando di Roma "città aperta" sotto l'occupazione nazifascista. Questo ruolo, nelle ore che seguirono il trasferimento da Roma verso Pescara del Re Vittorio Emanuele III, dei vertici militari e del Governo, venne assunto dal generale Carlo Calvi di Bergolo ed allora egli lasciò la Capitale per raggiungere la colonna reale a Pescara, arrivandovi quando quest'ultima si stava imbarcando a bordo della corvetta Baionetta. Non potendo salire a bordo della nave, ritornò a Roma, e il 25 gennaio 1944, dopo l'arresto di Giuseppe Cordero Lanza di Montezemolo, e fino al marzo successivo fu a capo del Fronte Militare Clandestino della Resistenza romana. Sostituito dal generale Roberto Bencivenga, dopo la Liberazione di Roma, e la fine della guerra, resse i comandi militari territoriali di Udine (V) e quindi di Palermo (XI) venendo poi nominato presidente del Consiglio Supremo delle Forze armate italiane.
Subito dopo la fine delle ostilità pubblicò due opere, La crisi dell'esercito - un duro atto d’accusa contro la riforma dell’esercito voluta dal generale Federico Baistrocchi - e Diario di guerra. 9 mesi al Comando Supremo, in cui ricostruiva le vicende italiane relative al secondo conflitto mondiale. Decorato, nel corso della carriera, della Croce di Cavaliere dell’Ordine militare di Savoia e di quattro medaglie al valor militare, due d'argento e due di bronzo, nel corso del 1952 fu collocato in posizione di riserva per raggiunti limiti di età. Nel 1956 fu insignito del titolo di Cavaliere di Gran Croce dell'Ordine al merito della Repubblica italiana. Si spense a Roma il 13 gennaio 1975 dopo aver svolto per alcuni anni una prolifica attività pubblicistica quale collaboratore, su temi di politica militare, di vari quotidiani e settimanali nazionali.

## Pubblicazioni
- Con Badoglio in Etiopia, A. Mondadori Editore, Milano, 1937.
- La crisi dell’esercito, Edizioni Priscilla, Roma, 1945.[1]
- Diario di guerra. 9 mesi al Comando Supremo, Garzanti, Milano 1946.[5]

### Annotazioni
1. ↑  Scrisse il generale Armellini, in merito al messaggio di Soddu a Mussolini sul suo diario: Soddu però dimentica di dire che uno dei responsabili è lui. Dimentica il giorno in cui era fuori della grazia di dio perché Badoglio – che considerava nella posizione di un cuscinetto – faceva un ultimo tentativo, andando dal Duce con i tre Capi di stato maggiore, per dimostrare che l'operazione contro la Grecia non si poteva fare. Dimentica di aver criticato aspramente Roatta quando faceva il computo delle forze, sostenendo che non si poteva numericamente paragonare un greco ad un italiano perché questo vale non so quanti di quelli.
2. ↑  Dopo l’arresto di Cordero Lanza di Montezemolo, il generale Armellini propose, inutilmente, a Badoglio di scambiarlo con un prigioniero tedesco di pari importanza.
3. ↑  In queste due pubblicazioni cercò di scagionare da ogni responsabilità i vertici militari, e particolarmente lo Stato Maggiore, sull'entrata in guerra e sulla direzione del conflitto.

### Fonti
1. 1 2 3 4 5 6 7  Ilari, Sema 1988, p. 143.
2. ↑  Gazzetta Ufficiale del Regno d’Italia n.37, 14 febbraio 1908, pag.760.
3. 1 2 3 4 5 6  http://www.treccani.it/enciclopedia/quirino-armellini_(Dizionario-Biografico)
4. 1 2  Ilari, Sema 1988, p. 216.
5. 1 2 3 4 5 6  Ilari, Sema 1988, p. 217.
6. ↑  Talpo 1990, p. 1428.
7. 1 2 3  Becherelli 2012, p. 39.
8. ↑  Ilari, Sema 1988, p. 334.
9. 1 2 3  Cazzullo 2010, p. 107.
10. 1 2   Armellini Gen. Quirino, Cavaliere di Gran Croce Ordine al Merito della Repubblica Italiana, su Presidenza della Repubblica.
11. ↑  Supplemento ordinario alla Gazzetta Ufficiale del Regno d’Italia n. 806, 30 dicembre 1941, p. 21.
12. ↑  Gazzetta Ufficiale del Regno d’Italia n. 103, 1º maggio 1934, p. 2187.
13. ↑  Registrato alla Corte dei Conti addì 13 luglio 1936, registro n. 24, foglio 193.